# Наум Добрін
Наум Добрін (13 грудня 1911 , Радомишль, Київська губернія  — 2 квітня 2002 , Кіровоград ) — український журналіст та літератор.
Наум Добрін родився в робітничій родині. Дуже рано зостався без батька. Почав друкуватися в пресі з 18 років. У 22 роки був вже заввідділом газети «Пролетарська правда», яка виходила в Києві.
В роки німецько-радянської війни був співробітником воєнної газети «За Радянську Україну», яка рухалася з військами Південно-Західного фронту. Після війни був головним редактором та заступником редактора обласних газет у Ворошиловграді, Ізмаїлі та Кіровограді.
Окрім незліченних газетних статтей його перу належать збірники лірики, спогадів (про зустрічі з відомими українськими письменниками та діячами культури[якими?]), нарисів та гумору: «Трудові світанки» (1972), «Усміхніться, люди добрі» (1994), «Небуденні спомини» (1995), «Стежка до криниці» (1996), «Будьте як удома» (1998), «А серце чує, чує…» (1999), «Сповідь правнукові» (2001), «Я мав нагоду спілкуватися» (2002).